# Cello (navegador web)
Cello es el nombre del primer navegador web gráfico disponible para Windows 3.1, desarrollado por Thomas R. Bruce, del Legal Information Institute, centro perteneciante a la Cornell Law School de la Universidad Cornell. 

## Historia y desarrollo
Fue distribuido como shareware el 8 de junio de 1993. Mientras otros navegadores estaban disponibles para sistemas Unix, Cello fue el primero para Microsoft Windows, usando el sistema winsock para acceder a Internet. Además, Cello estaba disponible también para Windows NT 3.5 y, con pequeñas modificaciones, para OS/2.
Cello fue creado en la Cornell Law School debido a la demanda existente de acceso a la Web por parte de abogados, quienes empleaban preferentemente sistemas Microsoft Windows frente a Unix. La falta de navegadores web para Windows impedía a muchos expertos legales el acceso a información disponible vía hipertexto en la World Wide Web. Cello fue popular durante los años 1993/1994, pero cayó progresivamente en desuso tras la publicación en agosto de 1993 de una versión para Windows del navegador Mosaic y del Netscape Navigator a finales de 1994, tras lo que el desarrollo de Cello fue abandonado.
Una versión 2.0 del navegador fue anunciada, pero su desarrollo fue cancelado. La versión 1.01a, lanzada el 16 de abril de 1994, fue la última versión pública disponible. Tras ello, el Legal Information Institute de la Cornell Law School licenció el código fuente del anunciado Cello 2.0.